# 鸚鵡熱
鸚鵡熱（英語：Psittacosis）是一種人畜共通傳染病，由鸚鵡熱衣原體（又稱鸚鵡熱披衣菌）引起，人類主要透過鸚鵡（如金剛鸚鵡、雞尾鸚鵡、虎皮鸚鵡）或其他家禽（如火雞、鴨、鴿）感染，但極少透過人傳人方式傳播。患者通常會出現類似流感或肺炎的症狀，如發燒、頭痛、紅疹、肌肉疼痛、發冷及乾咳等病徵。

## 外部連結
- 微生物免疫學-Chlamydophilia psittaci(鸚鵡熱披衣菌)